# Пемброк Холл Бранч
Пемброк Холл Бранч (англ. Pembroke Hall Branch) — річка-канал, повноводний канал в окрузі Коросаль (Беліз). Довжиною до 5 км. Знаходиться на узбережжі Карибського моря, витікаючи з Лагуни Чотири милі (Four Mile Lagoon) через тропічний ліс, доєднюється до великої річки — Ріо-Нуево (Rio Nuevo).
Протікає територією округу Коросаль, поруч поселень: Калькутта (Calcutta) та Сан-Хоакін (San Joaquin). Річище неглибоке, розташоване в болотяній низині, гирло широке й утворює невеличкий естуарій при впадінні до річки.